# ポール・オセゲラ
ポール・イグナシオ・オセゲラ（Paul Ignacio Oseguera , 1984年1月6日 - ）は、アメリカ合衆国・カリフォルニア州サンディエゴ市ラホヤ出身の元プロ野球選手（投手）。

## 経歴

### ジャイアンツ時代
ラコスタキャニオン高からカリフォルニア大学ロサンゼルス校（UCLA）を経て、2006年のMLBドラフトでサンフランシスコ・ジャイアンツから16巡目で指名を受け入団。
2006年からノースウェストリーグのジャイアンツ傘下セイレムカイザー・ボルケーノズでキャリアをスタートさせ、その後カリフォルニアリーグのサンノゼ・ジャイアンツ、イースタンリーグのコネチカット・ディフェンダーズ、サウス・アトランティックリーグのオーガスタ・グリーンジャケッツとジャイアンツ傘下のマイナーリーグを渡り歩いた。

### 独立リーグ・メキシカンリーグ時代
2010年から独立リーグであるアトランティックリーグのブリッジポート・ブルーフィッシュでプレー。カリフォルニアリーグのストックトン・ポーツを挟み、ブリッジポートでは3シーズンに渡り在籍した。
2013年シーズン前半はメキシカンリーグのレイノサ・ブロンコスでプレーし、19試合の登板で8勝7敗、防御率3.00を記録する。メジャー昇格には至らなかったが、計8シーズンで7チームに在籍し166試合に登板、60勝44敗、13完投7完封、防御率3.63、WHIP1.25を記録した。

### ソフトバンク時代
2013年シーズン途中の7月25日、相次ぐ故障や不調などで左腕先発投手不足に悩む福岡ソフトバンクホークスが獲得を発表した。来日直後より二軍戦で登板し好投すると、9月1日に一軍登録され初登板初先発、5回0/3を被安打4の無失点に抑え、来日初勝利を上げた。
2014年は外国人枠の関係で出場機会が限られた。オフの11月5日に球団から退団が報告された。

### ソフトバンク退団後
2015年はメキシカンリーグのレイノサ・ブロンコスに復帰。オフにトレードでプエブラ・パロッツに移籍。
2016年はプエブラ・パロッツで6試合に登板して、3勝2敗、防御率5.20の成績を残した。
2017年は登板無く、2018年はラグナ・ユニオン・コットンファーマーズと契約するが、登板なく解雇となる。

### 現役引退後
2021年より、サンフランシスコ・ジャイアンツ傘下A-級サンノゼ・ジャイアンツの投手コーチに就任した。2022年からはAA級リッチモンド・フライングスクウォーレルズの投手コーチを務める。

## プレースタイル・人物
140km/h台のストレートとツーシームをコーナーに投げ分け、緩いカーブとスライダー、チェンジアップをミックスして緩急とコントロールで打たせて取るタイプ。
来日時にはモヒカン刈りで空港に姿を現し、報道陣の度肝を抜いた。
母校であるUCLAでは歴史学を専攻していた。妻も同大学で陸上の選手だった。野球選手でなければ教師になりたかったと話している。娘がいる。
来日初勝利の際のヒーローインタビューでは、「ボクノ、ナマエハ“ゲラゲラ”デス。ヨロシク、オネガイシマス!」と発言し、会場の笑いを取ったことから「ゲラゲラ」という愛称で親しまれている。また、このヒーローインタビューでアナウンサーから「オゲセラ」・「オメセラ」と2度も名前を間違えられてしまった。

## 詳細情報

### 年度別投手成績
| 年 度     | 球 団        | 登 板 | 先 発 | 完 投 | 完 封 | 無 四 球 | 勝 利 | 敗 戦 | セ 丨 ブ | ホ 丨 ル ド | 勝 率 | 打 者 | 投 球 回 | 被 安 打 | 被 本 塁 打 | 与 四 球 | 敬 遠 | 与 死 球 | 奪 三 振 | 暴 投 | ボ 丨 ク | 失 点 | 自 責 点 | 防 御 率 | W H I P |
| --------- | ------------ | ----- | ----- | ----- | ----- | -------- | ----- | ----- | -------- | ----------- | ----- | ----- | -------- | -------- | ----------- | -------- | ----- | -------- | -------- | ----- | -------- | ----- | -------- | -------- | ------- |
| 2013      | ソフトバンク | 6     | 6     | 0     | 0     | 0        | 3     | 1     | 0        | 0           | .750  | 149   | 36.0     | 29       | 1           | 15       | 0     | 1        | 23       | 3     | 0        | 8     | 8        | 2.00     | 1.19    |
| 2014      | ソフトバンク | 3     | 3     | 0     | 0     | 0        | 0     | 2     | 0        | 0           | .000  | 58    | 12.0     | 19       | 1           | 5        | 0     | 0        | 7        | 0     | 0        | 13    | 13       | 9.75     | 2.00    |
| 通算：2年 | 通算：2年    | 9     | 9     | 0     | 0     | 0        | 3     | 3     | 0        | 0           | .500  | 207   | 48.0     | 48       | 2           | 20       | 0     | 1        | 30       | 3     | 0        | 21    | 21       | 3.94     | 1.42    |

- 2014年度シーズン終了時

### 記録
- 初登板・初先発・初勝利・初先発勝利：2013年9月1日、対東北楽天ゴールデンイーグルス20回戦（福岡 ヤフオク!ドーム）、5回0/3を無失点
- 初奪三振：同上、1回表に銀次から見逃し三振

### 背番号
- 14 （2013年）
- 59 （2014年）
- 27 （2015年）